# Berg (landvorm)

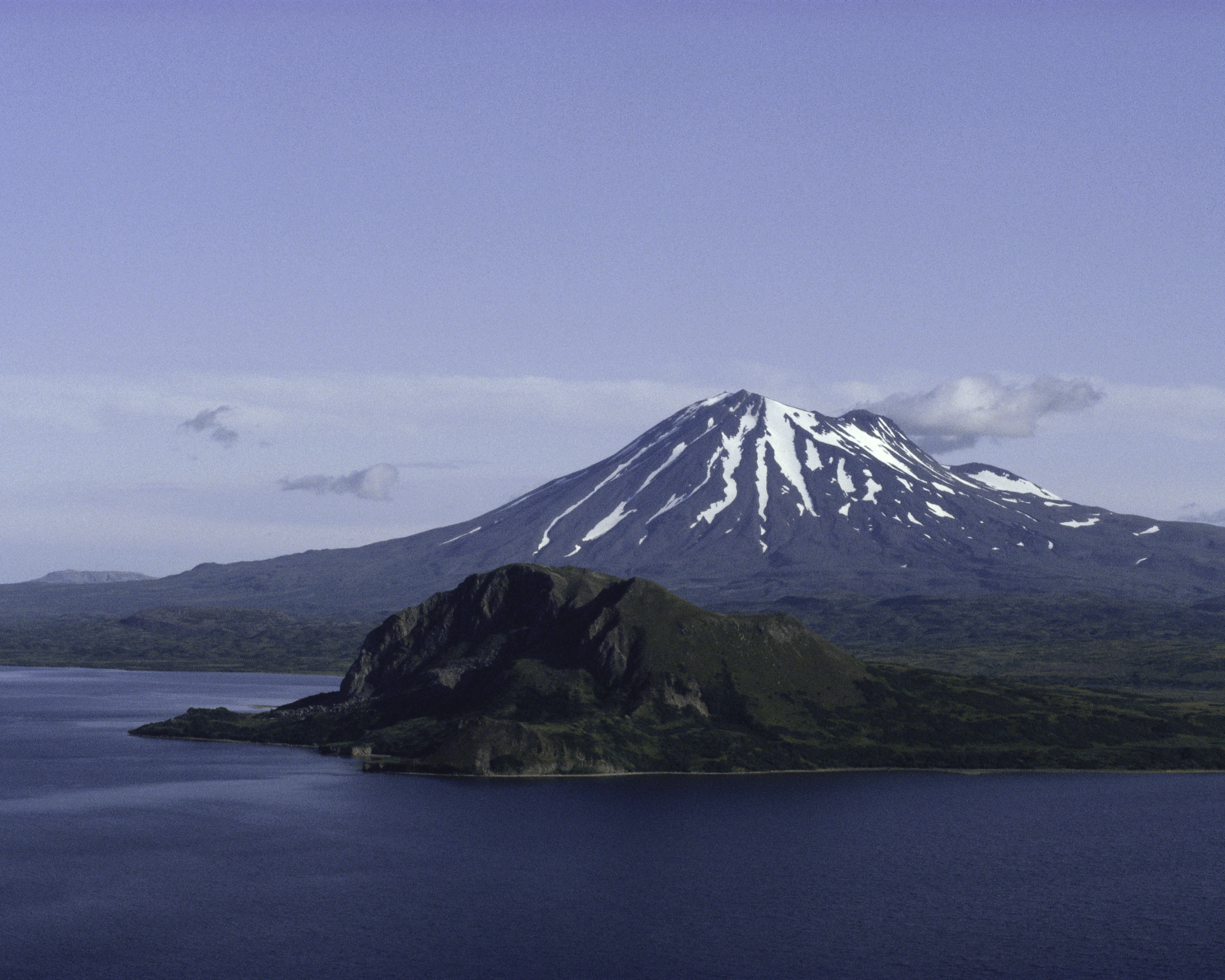
Ugashik-Peulik in Alaska

Een berg is een landvorm die uit een beperkt gebied bestaat dat duidelijk hoger is dan de omgeving. De flanken van een berg bestaan uit meer of minder steile hellingen en het reliëf op en rondom de berg is groot. Een berg is in het algemeen hoger en steiler dan een heuvel, maar er bestaat geen vaste definitie voor het onderscheid tussen de twee. Soms wordt de definitie aangehouden dat een berg zich meer dan 200 à 300 meter boven zijn omgeving verheft, een kleinere verheffing wordt dan een heuvel genoemd.
In de aardrijkskunde en geologie onderscheidt men bergen naar hoogte, ligging of de wijze waarop ze zijn ontstaan. Wanneer vele bergen bij elkaar liggen, spreekt men van een gebergte. Gebergtes kunnen bestaan uit bergketens, aaneengesloten rijen van bergen, of bergmassieven, groepen aan elkaar vast zittende bergen.
De duidelijk lagere gebieden tussen de bergen noemt men dalen. Het water, dat in een gebergte in de vorm van regen en sneeuw wordt opgevangen, stroomt door de dalen het gebergte uit. De verbinding tussen de verschillende bergen in een gebergte noemt men bergkammen of graten. Het laagste punt op een bergkam tussen twee bergen is een bergpas. Het hoogste punt van een berg wordt de top genoemd. Een berg kan ook meer toppen hebben, die door graten of kleine zadels met elkaar zijn verbonden.

## Fysische kenmerken

Dominantie en prominentie van de berg B.

### Hoogte
De hoogte van een berg kan op verschillende manieren worden gemeten. De absolute hoogte van een berg is de hoogte ten opzichte van het zeeniveau. Omdat het zeeniveau niet overal gelijk is kunnen voor een berg verschillende absolute hoogtes worden aangegeven, afhankelijk van welk zeeniveau wordt uitgegaan. Bovendien kan de hoogte van bergtoppen die met ijs bedekt zijn variëren naargelang er ijs afsmelt of bij komt.
De relatieve hoogte ten opzichte van het omliggende landschap wordt de prominentie genoemd. De prominentie is het hoogteverschil tussen de top en het hoogste zadel dat naar een hogere berg leidt. Er is echter geen precieze definitie van wat een zelfstandige berg is. Een top kan zo dicht bij een hogere top liggen, dat van een zelfstandige berg nauwelijks sprake is. In de Alpen spreekt men van een zelfstandige bergtop als de dominantie meer dan 30 m is en van een zelfstandige berg als de prominentie minstens 100 tot 300 m bedraagt. In de Himalaya, die hoger is dan de Alpen, heeft men het pas bij een prominentie van 500 m over een zelfstandige berg.
De hoogste berg op aarde is de Mount Everest. Het gebergte waarin de Mount Everest ligt, de Himalaya, is het grootste gebergte op de wereld. Als niet vanaf zeeniveau, maar vanaf de omringende vlakke bodem, wordt gerekend, kan de vulkaan Mauna Kea op Hawaï aanspraak op deze titel doen gelden, want dan is deze veel hoger dan Mount Everest.
De hoogste bekende berg in het zonnestelsel is Olympus Mons op de planeet Mars, die ongeveer 25 km hoog is.

### Indeling naar hoogte
De hoogte van een hogergelegen gebied bepaalt of het gebied een heuvellandschap of gebergte wordt genoemd. Gebergten kunnen naar hoogte worden ingedeeld in:
- Laaggebergte
- Middelgebergte
- Hooggebergte

## Ontstaan van bergen
De meeste bergen op de aarde zijn ontstaan in gebieden waar tektonische platen aan elkaar grenzen, zowel door de werking van de platentektoniek als door vulkanisme. Het ontstaan van gebergten en daarmee van de meeste bergen is het onderwerp van de verschillende aardwetenschappen.
De grootste gebergten zijn door de werking van de platentektoniek ontstaan. Een hooggelegen gebied verkeert altijd in een dynamische situatie, waarbij de hoogste bergen en de scherpte vormen door de erosie worden afgevlakt. Erosie vindt vooral op gebieden met een grote helling plaats.
Een vulkaan is een berg, die op een plaats is ontstaan waar met een zekere regelmaat uit een opening in het oppervlak van de aarde magma, dat is gesmolten gesteente, en brokstukken van vast gesteente, tefra, door naar buiten komen of zijn gekomen. Het magma heeft zich daar tot een berg opgestapeld.

### Ontstaan van gebergtes
Tektoniek omvat alle vervormingen in de lithosfeer, de laag in de aarde die bestaat uit tektonische platen. De platen bewegen zich langs en over elkaar volgens een proces dat platentektoniek wordt genoemd. Als twee platen naar elkaar toe bewegen, treedt compressie in de lithosfeer op, wat gebergtevorming, ook orogenese genoemd, tot gevolg kan hebben.
De hoogste bergen op aarde komen in lange bergketens voor. Een gebergte ontstaat slechts als een direct gevolg van platentektoniek, op de grens van twee platen.

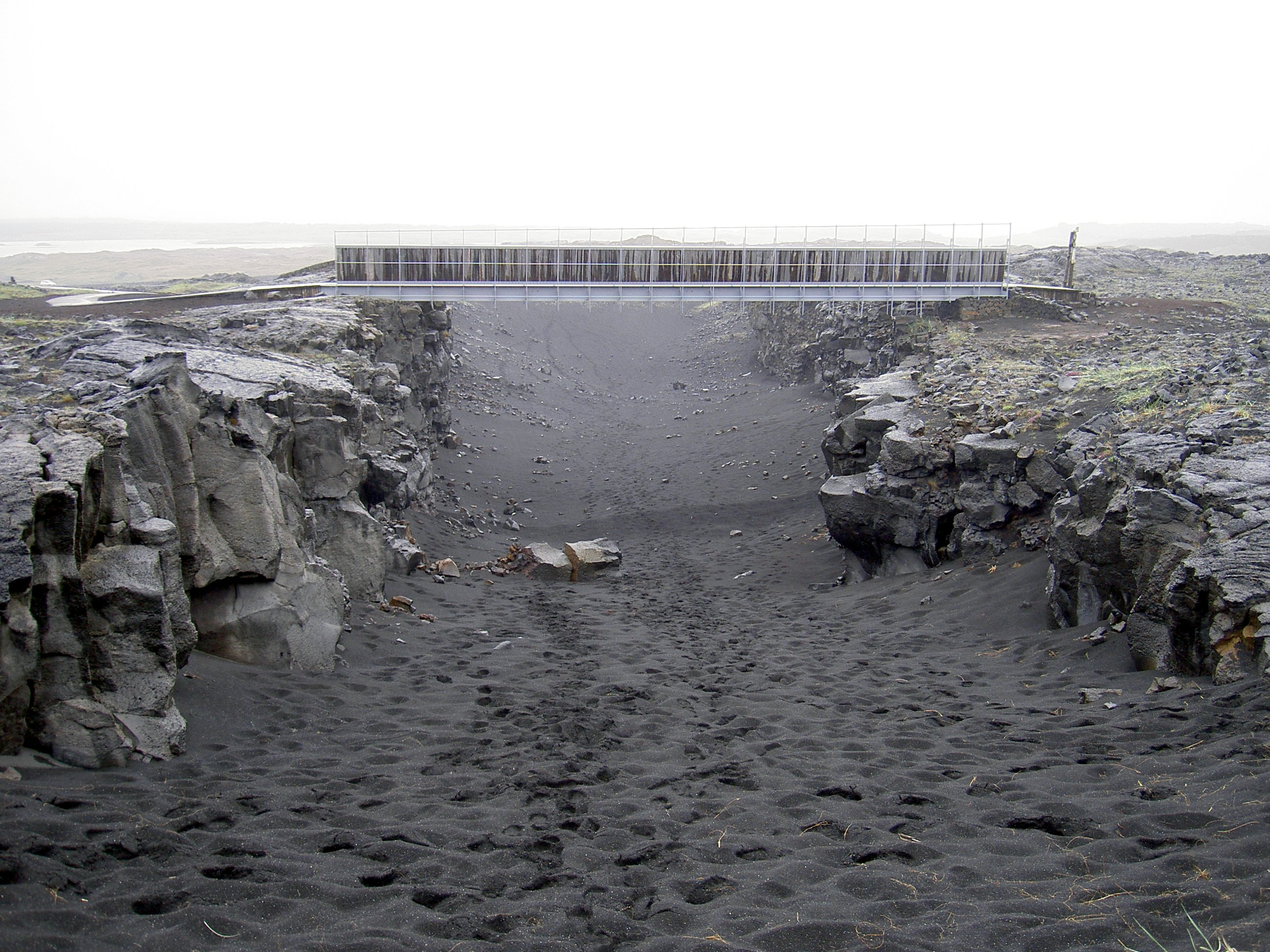
De Álfagjávallei, een ogenschijnlijk kleine slenk in het landschap op IJsland, vormt de grens tussen twee tektonische platen. Hier bewegen de Europese plaat en de Noord-Amerikaanse plaat uit elkaar.

### Ontstaan van kleinere verhogingen door tektoniek
Door platentektoniek, isostasische opheffing of intrusie van magma in de lithosfeer kunnen delen van platen gaan bewegen. Dit kunnen zowel horizontale als verticale bewegingen zijn. Men noemt zo'n bewegend stuk van een plaat een terrein. Een omhoog bewegend stuk van een plaat wordt een geologisch massief genoemd.
Als een deel van een tektonische plaat omhoog beweegt zal dit tot extensie leiden: de hogere delen zullen door de zwaartekracht langs afschuivingen van elkaar af bewegen. Een gevolg is een landschap van horsten en slenken. Zo'n landschap wordt door kloven doorkruist op plekken waar breuken tussen twee blokken liggen. De hogere delen vormen blokbergen of horsten. De tussenliggende laaggelegen blokken worden slenken genoemd. Deze laatsten kunnen klein zijn of de vorm hebben van reusachtige riftvalleien. Dit soort landschap is te zien in de Boven-Rijnse Laagvlakte, tussen de Vogezen en het Zwarte Woud. Hier vormt de Rijn een slenk, de Boven-Rijnslenk, en de Vogezen en het Zwarte Woud aan weerszijden twee horsten, twee de riftschouders.
In een extreem geval van extensie zal zich uit een slenk een rift vormen, zoals de Grote Slenk in Oost-Afrika. Door het uit elkaar bewegen van de twee horsten treedt korstverdunning op, waardoor magma uit de asthenosfeer omhoog kan bewegen. Als dit proces zich doorzet, zal het magma uiteindelijk aan het oppervlak komen, zodat zich door vulkanisme een oceanische korst vormt. Door de warmte die hierbij vrijkomt, worden de beide horsten verder opgeheven.
Een ander voorbeeld is Noorwegen, waar door extensie opheffing heeft plaatsgevonden. Het resultaat is het huidige bergachtige Noorse landschap. De rift is hier intussen uitgegroeid tot de Atlantische Oceaan, de andere riftschouder bevindt zich pas op de Oostkust van Groenland, eveneens een hooggelegen gebied.

### Ontstaan door vulkanisme
Sommige bergen zijn het product van vulkanische activiteit. Men spreekt in dat geval van een vulkaan. Daaronder vallen ook een aantal ogenschijnlijk kleine eilandjes in de oceanen, die evenwel gemeten vanaf de zeebodem een grote hoogte hebben. Dergelijke eilandjes heten guyots.
Afrika · Azië · Australië · Antarctica · Noord-Amerika · Zuid-Amerika · Europa · Oceanië
Buitenaards: Mars · Mercurius · Maan · Venus
1. Azië: Mount Everest (8849 m) · 2. Zuid-Amerika: Aconcagua (6962 m) · 3. Noord-Amerika: Denali (6190 m) · 4. Afrika: Kilimanjaro (5895 m) · 5. Europa: Elbroes (5642 m) / Mont Blanc (4811 m) · 6. Antarctica: Vinsonberg (4892 m) · 7. Oceanië: Puncak Jaya (4884 m)